# بیمارستان بانکوک
بیمارستان بانکوک (به انگلیسی: Bangkok Hospital) بیمارستانی خصوصی در شهر بانکوک کشور تایلند است که در سال ۱۹۷۲ میلادی ساخته شده و دارای ۵۶ تخت است.